# Bacia hidrográfica do Vacacaí-Vacacaí Mirim
A Bacia do Vacacaí-Vacacaí Mirim situa-se na Região Hidrográfica do Guaíba, na porção centro-ocidental do Rio Grande do Sul. Abrange as províncias geomorfológicas Depressão Central e Escudo Sul-Rio-Grandense.
Possui área de 11.077,34 km². A população total é de 384.657 habitantes, abrangendo municípios como Caçapava do Sul, Júlio de Castilhos, Santa Maria e São Gabriel. Os principais cursos de água são os arroios Igá, Acangupa e Arenal e os rios Vacacaí, dos Corvos, São Sepé e Vacacaí-Mirim. Os principais usos de água se destinam a irrigação, dessedentação de animais e abastecimento público.
Altitude e localização de alguns dos corpos de água principais
| Principais corpos de água | Altitude/ nascente principal | Localização          |
| ------------------------- | ---------------------------- | -------------------- |
| Rio Vacacaí               | 320 m                        | São Gabriel          |
| Rio Vacacaí-Mirim         | 460 m                        | Itaara, Santa Maria  |
| Rio dos Corvos            | 120 m                        | Dilermando de Aguiar |